# Strachoňovice
Strachoňovice település Csehországban, a Jihlavai járásban. Strachoňovice Radkov, Hříšice, Červený Hrádek, Černíč, Dolní Vilímeč és Zvolenovice településekkel határos. Lakosainak száma 92 fő (2024. január 1.).

## Népesség
A település lakosságának változását az alábbi diagram mutatja:
| Lakosok száma | 168  | 159  | 165  | 133  | 97   | 82   | 82   | 83   | 93   | 92   |
|               | 1869 | 1890 | 1921 | 1950 | 1980 | 2001 | 2017 | 2019 | 2022 | 2024 |